# Amasus Shipping
Amasus Shipping B.V. ist ein Schifffahrtsunternehmen mit Sitz im niederländischen Delfzijl.

## Geschichte
Das Unternehmen wurde am 1. Januar 1981 gegründet und wandte sich zunächst vor allem an Kapitänsreeder von Küstenmotorschiffen, für die man verschiedene Dienste, wie zum Beispiel die Übernahme von Befrachtung, Bemannung und Finanzverwaltung anbot. Die Gründer G. Mos und J. Toxopeus hatten zuvor für die Delfzijler Reederei Wagenborg gearbeitet. Nach einem halben Jahr betreute Amasus bereits eine Flotte von etwa 20 Küstenmotorschiffen. Bis zum Jahr 2019 wuchs die betreute Flotte auf 77 Schiffe zwischen 850 und 10.000 Tonnen Tragfähigkeit. Die Tätigkeiten Amasus' umfassen unter anderem das nautische und technische Management, die Bemannung und die Finanzierung der Schiffe. Als weiteres Standbein arbeitet Amasus als Makler bei Schiffsan- und -verkäufen und bietet Umschlag-, Stau- und Lagerdienste sowie Offshore- und Schleppdienste an. Die Reederei unterhält Büros in Delfzijl und Eemshaven.

## Flotte
Übersicht über die Schiffe (Auswahl)
| Schiffsklasse            | Schiffsname   | Flagge      | IMO-Nr. | Länge   | Breite  | DWT    | Baujahr |
| ------------------------ | ------------- | ----------- | ------- | ------- | ------- | ------ | ------- |
| Crew Boat                | Eems Wave     | Gibraltar   | 8783048 | 23,9 m  | 9,7 m   |        | 2013    |
| Crew Boat                | Eems Wind     | Gibraltar   |         | 19,9 m  | 7,5 m   |        | 2012    |
|                          |               |             |         |         |         |        |         |
| Schlepper                | Eems Wrestler | Niederlande | 8843549 | 39,5 m  | 10,52 m |        | 1990    |
| Schlepper                | Eems Warrior  | Niederlande |         |         |         |        |         |
| DWAT: 800 – 2500 Tonnen  |               |             |         |         |         |        |         |
|                          | Jeanny        | Niederlande | 8135459 | 65,40 m | 8,13 m  | 850 t  | 1970    |
| Lifana                   | 8315449       | Niederlande | 79,28 m | 10,25 m | 1450 t  | 1983   |         |
| Eems Coast               | 8418019       | Niederlande | 78,02 m | 9,95 m  | 1492 t  | 1985   |         |
| Damen Combi Coaster 1700 | H&S Prudence  | Niederlande | 9226188 | 81,9 m  | 11,3 m  | 1780 t | 2003    |
| Damen Combi Coaster 1700 | H&S Bravery   | Niederlande | 9195547 | 82,0 m  | 11,0 m  | 1864 t | 2004    |
| Damen Combi Coaster 1700 | H&S Wisdom    | Niederlande | 9195559 | 81,9 m  | 11,3 m  | 1842 t | 2004    |
|                          | Sea Charente  | Niederlande | 9155676 | 82,4 m  | 11,3 m  | 2100 t | 1996    |
| Sea Riss                 | 9030216       | Niederlande | 79,66 m | 11,0 m  | 2200 t  | 1992   |         |
| Sea Shannon              | 9160047       | Niederlande | 82,45 m | 11,3 m  | 2268 t  | 1997   |         |
| Eems Cobalt              | 9013062       | Niederlande | 82 m    | 12,5 m  | 2270 t  | 1993   |         |
| Eems Carrier             | 9148142       | Niederlande | 84,95 m | 10,7 m  | 2350 t  | 1996   |         |
| DWAT: 2501 – 3250 Tonnen |               |             |         |         |         |        |         |
|                          | Elisabeth S   | Niederlande | 9148130 | 88,62 m | 12,6 m  | 2665 t | 1997    |
| Eems-2600tons-Typ        | Eems Sea      | Niederlande | 9503536 | 87,2 m  | 11,39 m | 2650 t | 2010    |
| Eems-2600tons-Typ        | Eems Sky      | Niederlande | 9421647 | 87,27 m | 11,45 m | 2650 t | 2008    |
| Eems-2600tons-Typ        | Eems Star     | Niederlande | 9421659 | 87,27 m | 11,45 m | 2650 t | 2008    |
| Eems-2600tons-Typ        | Eems Sun      | Niederlande | 9431587 | 87,27 m | 11,45 m | 2650 t | 2009    |
| Eems-2600tons-Typ        | Eems Stream   | Niederlande | 9559638 | 87,27 m | 11,45 m | 2650 t | 2010    |
| Eems-2600tons-Typ        | Eems Servant  | Niederlande | 9559602 | 87,27 m | 11,42 m | 2620 t | 2010    |
| Eems-2600tons-Typ        | Eems Solar    | Niederlande | 9559614 | 87,27 m | 11,42 m | 2620 t | 2010    |
| Eems-2600tons-Typ        | Eems Spirit   | Niederlande | 9559626 | 87,27 m | 11,42 m | 2620 t | 2010    |